# Johann Wilhelm (Sachsen-Jena)
Johann Wilhelm von Sachsen-Jena (* 28. März 1675 in Jena; † 4. November 1690 ebenda) war Herzog von Sachsen-Jena.
Johann Wilhelm wurde als Sohn des Herzogs Bernhard von Sachsen-Jena und dessen Ehefrau Marie Charlotte de La Trémouille geboren. Beim Tode seines Vaters am 3. Mai 1678 war der junge Herzog gerade drei Jahre alt. Für ihn führte deshalb gemäß der testamentarischen Anweisungen seines Vaters zunächst sein Onkel Johann Ernst von Sachsen-Weimar vormundschaftlich die Regierung, als dieser 1683 starb, übernahm Johann Georg I. von Sachsen-Eisenach dieses Amt, als dieser 1686 ebenfalls starb, fiel das Amt an Wilhelm Ernst von Sachsen-Weimar.
Johann Wilhelm starb an einer Pocken-Infektion noch vor Erreichen der Volljährigkeit und hat deshalb selbst nie regiert. Mit seinem Tode war die Linie der Herzöge von Sachsen-Jena ausgestorben, das Herzogtum fiel deshalb an Sachsen-Weimar und Sachsen-Eisenach zurück.
Johann Wilhelm wurde am 19. Februar 1691 in der Familiengruft in der Stadtkirche zu Jena in einem Zinnsarg beigesetzt.